# Hammarsjön
För andra betydelser, se Hammarsjön (olika betydelser).
Hammarsjön är en sjö i Kristianstads kommun i Skåne och ingår i Helge ås huvudavrinningsområde. Sjön är 1,5 meter djup, har en yta på 16,8 kvadratkilometer och befinner sig 0 meter över havet. Hammarsjön ligger i Hammarsjön Natura 2000-område och skyddas av fågeldirektivet. Sjön avvattnas av vattendraget Helge å. Vid provfiske har en stor mängd fiskarter fångats, bland annat abborre, björkna, braxen och faren.
Hammarsjön är en grund slättsjö, genomfluten av Helge å. Sjön ingår i Kristianstads vattenrike och har ett rikt fågelliv. Runt sjön finns ett flertal spelplatser vilka man kan betrakta från särskilt uppsatta fågeltorn. Speciellt intressanta platser är Ekenabben på östra stranden och Åsums ängar på den västra. Även Helgeå norr om Hammarsjön är av stort intresse för fågelskådare.
Hammarsjön hade tidigare en vik öster om Kristianstads centrum, Nosabysjön eller Nosabyviken. Den vallades in och torrlades under ledning av den engelske ingenjören John Milner mellan 1859 och 1870. På den gamla sjöbotten ligger nu bland annat Sveriges lägsta punkt och Centralsjukhuset. Längs vallen mot Hammarsjön går järnvägen mellan Kristianstad och Åhus. Vallen förstärktes efter översvämningarna 2002.

## Delavrinningsområde
Hammarsjön ingår i delavrinningsområde (620459-140196) som SMHI kallar för Utloppet av Hammarsjön. Medelhöjden är 9 meter över havet och ytan är 131,15 kvadratkilometer. Räknas de 147 avrinningsområdena uppströms in blir den ackumulerade arean 4 128,06 kvadratkilometer. Avrinningsområdets utflöde Helge å mynnar i havet. Avrinningsområdet består mestadels av öppen mark (11 %) och jordbruk (61 %). Avrinningsområdet har 16,77 kvadratkilometer vattenytor vilket ger det en sjöprocent på 12,8 %. Bebyggelsen i området täcker en yta av 8,47 kvadratkilometer eller 6 % av avrinningsområdet.

## Fisk
Vid provfiske har följande fisk fångats i sjön:
| - Abborre - Björkna - Braxen - Faren - Gärs - Gädda - Gös - Löja - Mört - Ruda - Sandkrypare | - Sarv - Sutare |